# John Thomson (kartograf)
John Thomson (1777. − oko 1840.), škotski kartograf, graver i izdavač koji je djelovao u Edinburghu početkom 19. stoljeća.
Uz J. Caryja i J. Pinkerton smatra ga se najznačajnijim britanskim kartografom tog vremena. Trojac je uvelike redefinirao europsku kartografiju zbog odbacivanja umjetničkog pristupa pri izradi zemljovida kao što su ranije bili ukrašavanje, dekorativni amblemi, piktogrami, itd. Thomsonova najznačajnija djela su atlasi „Novi opći atlas svijeta” (engl. A New General atlas of the World) tiskan od 1814. odnosno „Atlas Škotske” (engl. The Atlas of Scotland) iz 1820. godine. Usprkos kvalitetnom i opsežnom opusu, o životu J. Thomsona vrlo je malo poznato.

## Opus
Atlasi
- A New General atlas of the World (1814.)
- The Atlas of Scotland (1820.)

Zemljovidi
- Naples and Sicily (1814.)
- Northern Hemisphere (1814.)
- Southern Hemisphere (1814.)
- Eastern Hemisphere (1815.)
- Western Hemisphere (1815.)
- Peru, Chili and La Plata (1816.)
- Canada and Nova Scotia (1817.)
- Caracas and Guiana (1817.)
- United States of America (1817.)
- Persia (1824.)
- Africa (1829.)
- Arabia, Egypt, Abyssinia, Red Sea (1829.)
- Atlantic Islands (1829.)
- Asia (1829.)
- Belgium or the Netherlands (1829.)
- British India: northern part; Cabul; Nepaul (1829.)
- British India: southern part (1829.)
- Chart of the Mediterranean Sea (1829.)
- China (1829.)
- Corea and Japan (1829.)
- Germany: North of the Mayne (1829.)
- Europe (1829.)
- France: in provinces (1829.)
- Hindoostan (1829.)
- Italy (1829.)
- Milanese States (1829.)
- North Africa; South Africa (1829.)
- Spanish North America (1829.)
- South part of Turkey in Europe (1829.)
- Poland: as divided (1829.)
- Prussian Dominions (1829.)
- Russian Empire (1829.)
- Tartary (1829.)
- Turkey in Asia (1829.)
- Venetian States (1829.)
- West India Islands (1829.)

## Poveznice
- Povijest kartografije